# Jacob van Oosterwijk Bruyn
Jacob van Oosterwijk Bruyn (Amsterdam, 22 februari 1794 – aldaar, 23 november 1876) was een Nederlands makelaar, voordrachtkunstenaar en dichter van schimpverzen en light verse.

Van Oosterwijk Bruyn werd in 1794 geboren in Amsterdam, waar hij gedurende zijn werkzame leven makelaar was. Er is over hem bijzonder weinig informatie te vinden. In 1855 werd hij lid van de Maatschappij der Nederlandsche Letterkunde. Ook is over hem de volgende anekdote bekend:
‘Jacob van Oosterwijk Bruyn, den bekenden “luimige(n)” dichter, die als bestuurder der afdeeling Amsterdam van de Hollandsche Maatschappij van fraaie Kunsten en Wetenschappen de sprekers na volbrachten arbeid een eigenaardig oestergerecht van zijne vinding voorzette.’
Hij overleed op 23 november 1876 te Amsterdam. Sommige bronnen vermelden 1874 als sterfjaar, maar het Jaarboek van de Maatschappij der Nederlandse Letterkunde van 1877 vermeldt dat zij in 1876 Van Oosterwijk Bruyn als lid "door de dood heeft verloren.”
Als dichter wierp hij zich op als voortzetter van de Oud-Hollandse traditie van de luimige verhalende poëzie en de mythologische burleske. De burleske is een kluchtig en koddig dichtwerk dat zijn effect ontleent aan het grote verschil tussen het bezongen onderwerp en de stijl waarin het bezongen wordt. Vaak gaat het om een hoogdravend onderwerp, zoals de goden of de liefde, waarvan een karikatuur wordt neergezet door het gebruik van een uiterst platvloerse stijl en vele schaamteloze grappen en parodiërende elementen.
Van Oosterwijk Bruyn publiceerde in zowel in 1824 als in 1830 een bundel Luimige Dichtstukjes. In 1837 bracht hij De Boertige Zangster uit, die de volledige luimige gedichten omvatte. Verder schreef hij onder andere nog Vaderlandse Zangtoonen bij den Veldtogt in België (1831), De Hulpbeurs op den Dam (1836) en Tafereeltjes uit de Twaalfdaagsche Beurstogten op de Tusschenbeurs (1845). Zijn Jan Jacob of de Regietabak is een bundel hoogdravende parodieën op bekende toneeldrama’s. Zijn bekendste gedicht is waarschijnlijk De Kamerjagt.

Met betrekking tot het succes van Van Oosterwijk Bruyn kan worden opgemerkt dat De Boertige Zangster zeven drukken heeft mogen beleven. (De meeste bronnen spreken overigens van zes drukken, maar er is in 1884 nog een zevende druk uitgebracht). Dat hij enige naam gemaakt heeft, moge ook blijken uit het volgende:
‘Zijne verschijning in het spreekgestoelte van “Oefening” was reeds genoeg, om het gehele publiek tot schaterlach te nopen. Zijne latere gedichten werden zeer populair, herhaaldelijk gedrukt en in eene volksuitgaaf bij duizenden verspreid.’
Oefening kweekt Kennis was een bekend “Haagsch Genootschap”.
Hoewel Van Oosterwijk Bruyn een in zekere mate gevierd dichter was en zijn dichtbundels “getuigen van vernuft en beheersing van het métier”, was hij toch vooral een auteur van ‘vermakelijke niemendalletjes’ – iemand die geen deelnemer of onderdeel was van de discussies in de Nederlandse literaire kringen. Dit is dan ook de reden dat zijn naam vrijwel niet voorkomt in de 19e-eeuwse tijdschriften met als gevolg dat hij in vrijwel geen enkele literatuurgeschiedenis voorkomt, ook niet in de 19e-eeuwse handboeken. Toch mag hieruit niet de conclusie worden getrokken dat zijn werk niet de moeite waard is: in de meeste gevallen zijn zijn verzen nog steeds vermakelijk en in een enkel geval ontroerend. Een voorbeeld van het laatste is het gedicht De Togt naar Urk dat het verhaal vertelt van “Een kloek en wakker zevental, / Wier moed voor die van Hannibal, / Bij bergen ijs, niet week” dat vanuit Enkhuizen op de schaats over de “onverwrikbare waterkorst”, de dichtgevroren Zuiderzee, naar Urk oversteekt. Tijdens de terugtocht valt de nacht en moeten zij op het ijs overnachten, doodsbang óm te zullen komen.